# Buttrio
Buttrio là một đô thị ở tỉnh Udine trong vùng Friuli-Venezia Giulia thuộc Ý, có cự ly khoảng 60 km về phía tây bắc của Trieste và khoảng 10 km southvề phía đông của Udine.
Buttrio giáp các đô thị: Manzano, Pavia di Udine, Pradamano, Premariacco.

## Thành phố kết nghĩa
- Nötsch im Gailtal, Áo